# Korostki
Korostki (ukr. Коростки) – wieś na Ukrainie w rejonie lubarskim obwodu żytomierskiego.
Prywatna wieś szlachecka, położona w województwie kijowskim, w 1739 roku należała do klucza Czartoryja Lubomirskich.